# Manning (Iowa)
Manning es una ciudad ubicada en el condado de Carroll en el estado estadounidense de Iowa. En el Censo de 2010 tenía una población de 1500 habitantes y una densidad poblacional de 232,31 personas por km².

## Geografía
Manning se encuentra ubicada en las coordenadas 41°54′35″N 95°3′52″O / 41.90972, -95.06444. Según la Oficina del Censo de los Estados Unidos, Manning tiene una superficie total de 6.46 km², de la cual 6.44 km² corresponden a tierra firme y (0.28%) 0.02 km² es agua.

## Demografía
Según el censo de 2010, había 1500 personas residiendo en Manning. La densidad de población era de 232,31 hab./km². De los 1500 habitantes, Manning estaba compuesto por el 98.07% blancos, el 0.67% eran afroamericanos, el 0.4% eran amerindios, el 0.33% eran asiáticos, el 0% eran isleños del Pacífico, el 0.07% eran de otras razas y el 0.47% pertenecían a dos o más razas. Del total de la población el 1.13% eran hispanos o latinos de cualquier raza.